# Taiki Tamukai
Taiki Tamukai (jap. 田向 泰輝, Tamukai Taiki; * 24. März 1992 in Mito, Präfektur Ibaraki) ist ein japanischer Fußballspieler.

## Karriere
Taiki Tamukai erlernte das Fußballspielen in der Universitätsmannschaft der Ryūtsū-Keizai-Universität. Seinen ersten Vertrag unterschrieb er 2014 bei Mito Hollyhock. Der Verein aus Mito, einer Stadt in der Präfektur Ibaraki auf Honshū, der Hauptinsel von Japan, spielte in der zweithöchsten japanischen Liga, der J2 League. Bis Ende 2018 absolvierte er 124 Zweitligaspiele für Mito. 2019 wechselte er zum Ligakonkurrenten Tokushima Vortis nach Tokushima. Mit Vortis wurde er 2020 Meister der zweiten Liga der zweiten Liga und stieg in die erste Liga auf. Nach nur einer Saison musste er mit Vortis als Tabellensiebzehnter wieder in die zweite Liga absteigen.

## Erfolge
Tokushima Vortis
- Japanischer Zweitligameister: 2020  ▲